# Ahilovo število
Ahilovo število je število, ki je močno, ampak ni popolno. Naravno število n je močno število, če in samo če je za vsak praštevilski faktor p števila n, p2 tudi njegov delitelj. Z drugimi besedami, vsak praštevilski faktor se pojavi najmanj kvadriran v faktorizaciji. Vsa Ahilova števila so močna, toda vsa močna števila niso Ahilova števila: samo ta, ki se ne morejo zapisati v obliki mk, kjer sta m in k naravni števili, večji od 1.
Ahilova števila je Henry Bottomley poimenoval po Ahilu, junaku Trojanske vojne, ki je bil tudi močen, ampak nepopoln. Močna Ahilova števila so Ahilova števila, katerih Eulerjeva fi funkcija je tudi Ahilovo število.
Število n = p1a1p2a2…pkak je močno, če min(a1, a2, …, ak) ≥ 2. Če velja tudi gcd(a1, a2, …, ak) = 1, potem je število tudi Ahilovo število.
Ahilova števila do 5000 so:
72, 108, 200, 288, 392, 432, 500, 648, 675, 800, 864, 968, 972, 1125, 1152, 1323, 1352, 1372, 1568, 1800, 1944, 2000, 2312, 2592, 2700, 2888, 3087, 3200, 3267, 3456, 3528, 3872, 3888, 4000, 4232, 4500, 4563, 4608, 5000 (OEIS A052486).
Najmanjši par zaporednih Ahilovih števil je:
5425069447 = 73 × 412 × 972
5425069448 = 23 × 260412

## Primeri
108 je močno število. Njegov praštevilski razcep je 22 · 33, torej sta njegova dva praštevilska faktorja enaka 2 in 3. Tako 22 = 4 kot tudi 32 = 9 sta delitelja števila 108. Toda 108 se ne more zapisati kot mk, kjer sta m in k naravni števili večji od 1, torej je 108 Ahilovo število.
360 ni Ahilovo število, ker ni močno. Eden njegovih praštevilskih faktorjev je 5, toda 360 ni deljivo s 52 = 25.
784 ni Ahilovo število. Je močno število, ker sta njegova praštevilska faktorja le 2 in 7, število pa delita njuna kvadrata 22 = 4 in 72 = 49. To pomeni, da je le popoln kvadrat:
{\displaystyle 784=2^{4}\cdot 7^{2}=(2^{2})^{2}\cdot 7^{2}=(2^{2}\cdot 7)^{2}=28^{2}.\,}
Torej ni Ahilovo število.
500 = 22 × 53 je močno Ahilovo število, saj je njegova Eulerjeva fi funkcija 200  = 23 × 52 tudi Ahilovo število.